# Hrvatska brigada Kralj Tvrtko
Hrvatska brigada Kralj Tvrtko je bila brigada koja je djelovala u sklopu Prvog korpusa Armije Republike Bosne i Hercegovine. Brigada je većinom bila sačinjena od sarajevskih Hrvata. Formirana je nakon razoružanja HVO brigade Kralj Tvrtko 6. studenog 1993. godine i djelovala je do kraja rata u Bosni i Hercegovini. 

## Razoružanje Sarajevskog HVO-a
Razoružanje HVO brigade Kralj Tvrtko su izveli pripadnici Specijalne postrojbe MUP-a Republike Bosne i Hercegovine i Vojne policije I. korpusa Armije Republike Bosne i Hercegovine.  Spomenute postrojbe su tijekom noći okružile vojarnu sarajevskog HVO-a, Glavni stožer HVO-a Sarajevo, te sjedište Vojne policije HVO-a Sarajevo, nakon čega je uslijedio upad u navedene objekte. Osim toga, razoružani su i bojovnici koji su bili na obrambenoj crti prema Grbavici. Oružanog otpora nije bilo, a tijekom opisanog upada uhićeni su predsjednik HVO-a Sarajevo Slavko Zelić, dopredsjednik HVO-a Sarajevo Željko Jukić, zapovjednik HVO brigade Kralj Tvrtko Ivan Vulić, načelnik HVO brigade Kralj Tvrtko Vinko Bošnjak i časnik sigurnosti Tomislav Kokor. Kao izravan povod za razoružanje navedeno je odbijanje vodstva HVO-a da pošalje nekoliko desetina bojovnika u jednu akciju, koju je isto vodstvo okarakteriziralo kao samoubilačku, a Radio Republike Bosne i Hercegovine je u ranojutarnjem terminu objavio i službeno priopćenje Zapovjedništva I. korpusa Armije BiH o razlozima za razoružanje.

## Poginuli pripadnici Hrvatske brigade Kralj Tvrtko
- BOROVAC (Žozefina) ŽORŽAN (* 1968. - † 1994.)
- ĆUK (Tomo) BOJAN (* 1975. - † 1995.)
- DŽOLAN (Tadija) NIKOLA (* 1948. - † 1994.)
- FABIJANI (Mihajlo) ZLATKO (1972- 1995)
- KUKRIĆ (Mladen) JOSIP (* 1975. - † 1994.)
- KURE (Tomislav) ALAN (* 1973. - † 1994.)
- KUSTURA (Esad) ALEN (* 1977. - † 1994.)
- KVESIĆ (Ilija) IVO (* 1953. - † 1995.)
- LOVRIĆ  (Ilija) SLAVKO (* 1947. - † 1995.)
- MITROVIĆ (Ranko) ZDRAVKO (* 1957. - † 1995.)
- NEMET (Krunoslav) BERISLAV (* 1971. - † 1994.)
- SARAČEVIĆ (Husein) NERMIN (* 1961. - † 1995.)
- SMAJIĆ (Abdulah) SEMIR (* 1964. - † 1995.)
- SULIĆ (Stjepan) VLADIMIR (* 1936. - † 1995.)
- TREBIĆ (Sreten) NEMANJA (* 1960. - † 1995.)
- VIDIĆ (Franjo) TIHOMIR (* 1942. - † 1995.)